# スエヒロタケ
スエヒロタケ (末広茸、学名: Schizophyllum commune)は、スエヒロタケ科スエヒロタケ属の小型のキノコ（菌類）。世界でも最も一般的なキノコの一つであり、南極大陸を除く全ての大陸で発見されている。

## 概要
春から秋にかけて、様々な木材に極めてふつうに発生するキノコである。
傘は灰色と紫の混ざった白色。扇の一種である末広の名の通り、傘が湿った状態では扇形から掌状に開く。柄はなく、傘の一部で基物に付着する。乾いて縮むと猫の足先のように見えることから、『雀巣菌譜』にはネコノテという名前で載っている。
表面側は白色から灰白色でやや粗い毛に覆われていて、傘の裏にはヒダが良く見える。ヒダはその表面に担子胞子を作り出し乾燥すると分裂する。このため英語圏ではSplit Gillという名前で呼ばれる。2万8000種以上の性を持つと考えられている。

## 利用
タイ王国では食用にも利用されており、日本でも一部の地域では食用キノコとして利用されている。
健康・栄養食品事典によれば、スエヒロタケの培地からシゾフィラン（制がん剤）が分離・開発されている。医薬品として、主に乳がんにおける放射線治療と併用されている。

## 感染症
スエヒロタケの子実体が人間の脚から発生した記録があり、また菌糸が、ごくまれに抵抗力が落ちたヒトやイヌの肺や気管支に寄生してアレルギー性気管支肺アスペルギルス症同様にスエヒロタケ感染症を引き起した例が知られる。
ヒトへの感染例は、1950年から1956年にかけて3例（ただし不確実）、1971年から1992年にかけて4例が報告されている。日本では1989年に千葉大学医学部附属病院で確認され、1994年に千葉大学真核微生物研究センター（当時、1997年に真菌医学研究センターに改組）の亀井克彦らによって報告された。日本国内では千葉大学真菌医学研究センターで研究が行われている。スエヒロタケを病原真菌とする症例は、2012年までに全世界で71例が報告されており、そのうち33例が日本からの報告である。